# Championnat de Belgique féminin de football 2001-2002
 (mars 2024).
Si vous disposez d'ouvrages ou d'articles de référence ou si vous connaissez des sites web de qualité traitant du thème abordé ici, merci de compléter l'article en donnant les références utiles à sa vérifiabilité et en les liant à la section « Notes et références ».
Navigation
Saison précédente Saison suivante
Le championnat de Belgique féminin de football 2001-2002 est la 31e édition du championnat de première division belge de football féminin. Il se dispute lors de la saison 2001-2002.
Ce championnat est disputé par quatorze équipes. Il est remporté par le KSC Eendracht Alost dont c'est le 5e titre et le 4e consécutif. Pour la 2e année consécutive, le KSC Eendracht Alost termine le championnat sans aucune défaite.

## Classement
Le classement final de la saison 2001-2002 de la première division belge de football féminin est :
| Rang | Équipe                   | Pts | J  | G  | N | P  | Bp  | Bc  | Diff |
| ---- | ------------------------ | --- | -- | -- | - | -- | --- | --- | ---- |
| 1    | KSC Eendracht Alost      | 70  | 26 | 22 | 4 | 0  | 106 | 33  | +73  |
| 2    | KFC Rapide Wezemaal      | 66  | 26 | 21 | 3 | 2  | 98  | 27  | +71  |
| 3    | Standard Fémina de Liège | 56  | 26 | 18 | 2 | 6  | 78  | 34  | +44  |
| 4    | SK Alost                 | 55  | 26 | 17 | 4 | 5  | 88  | 35  | +53  |
| 5    | Eva's Kumtich            | 51  | 26 | 16 | 3 | 7  | 72  | 37  | +35  |
| 6    | Miecroob Veltem          | 36  | 26 | 11 | 3 | 12 | 62  | 59  | +3   |
| 7    | Oud-Heverlee Louvain     | 36  | 26 | 11 | 3 | 12 | 59  | 59  | 0    |
| 8    | Sinaai Girls             | 35  | 26 | 10 | 5 | 11 | 37  | 48  | -11  |
| 9    | RSC Anderlecht           | 29  | 26 | 9  | 2 | 15 | 50  | 54  | -4   |
| 10   | SKOG Ostende             | 29  | 26 | 8  | 5 | 13 | 46  | 55  | -9   |
| 11   | KFC Lentezon Beerse      | 25  | 26 | 7  | 4 | 15 | 45  | 67  | -22  |
| 12   | DVC Zuid-West Vlaanderen | 24  | 26 | 6  | 6 | 14 | 48  | 63  | -15  |
| 13   | Hewian Girls Lanaken     | 10  | 26 | 3  | 1 | 22 | 38  | 80  | -42  |
| 14   | FCF Braine-Rebecq        | 1   | 26 | 0  | 1 | 25 | 20  | 195 | -175 |